# Epidendrum stenophyton
Epidendrum stenophyton är en orkidéart som beskrevs av Rudolf Schlechter. Epidendrum stenophyton ingår i släktet Epidendrum och familjen orkidéer. Inga underarter finns listade i Catalogue of Life.